# Juventud Deportiva Arrate
Juventud Deportiva Arrate fue un club de balonmano de Éibar (Guipúzcoa), España. Militó en la Liga ASOBAL.

## Historia

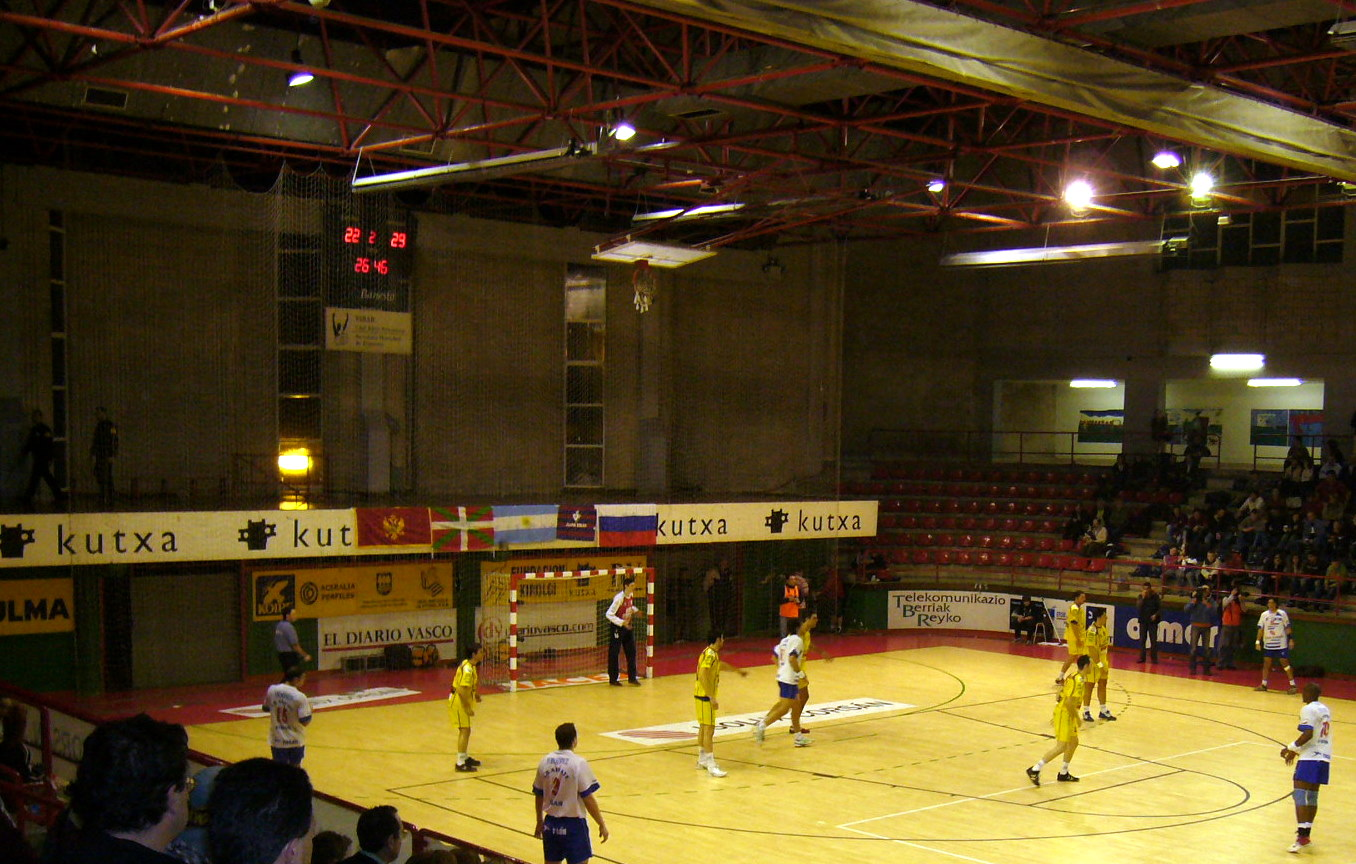
Interior del Polideportivo de Ipurúa durante un partido entre la Juventud Deportiva Arrate y el Club Balonmano Valladolid en 2007.

Fue creada en 1947 en la localidad guipuzcoana de Éibar. Al igual que la mayoría de las asociaciones de esa época, el objetivo del J.D Arrate no era otro que el fomento del deporte entre la juventud eibarresa. En principio, J.D Arrate acoge en su seno diferentes actividades como el atletismo, fútbol, pelota, actividades subacuáticas, etc. siempre en categorías juveniles e inferiores. Principalmente fue en el fútbol donde más destacó el club en su primera andadura, hasta que en la temporada 64/65 se decide crear la sección de balonmano, aglutinando a jóvenes eibarreses que conocían esta actividad por haberla desarrollado cursando sus estudios lejos de Éibar.
Empezó jugando sus partidos en la plaza de Unzaga (donde actualmente se encuentra el "hogar del jubilado", jugando también en el pabellón de la Universidad Laboral de Eibar al menos en la tempoprada 1977/78, hasta que se construyó en la década de los 80 el Polideportivo de Ipurúa, con capacidad para 3500
espectadores.
El Arrate siempre se ha distinguido por tener numerosos equipos en categorías inferiores tanto masculinos como femeninos. En el año 90/91 además del equipo de División de Honor contaban con otro equipo 2.ª División, un equipo juvenil en Liga Vasca, un equipo juvenil en Liga Territorial, un equipo cadete en Liga Vasca y un equipo cadete en la Liga Territorial. Al no poder federar en Guipúzcoa jugadores de edades inferiores, contaban además con una Escuela de Balonmano en la que trabajaban con alrededor de 200 niños. 
Destacamos al equipo de la categoría femenina de División de Honor (Arrate-Amaña), que se clasificó para competiciones europeas viendo truncado sus ilusiones por falta de patrocinador. El equipo desapareció.
Los ingresos del J. D. Arrate están en buena medida sustentados por el Bingo que regenta en Éibar.
En la pretemporada 2011/2012, debido a su inviabilidad económica por la deuda de 1.900.000 euros, los socios de la Juventud Deportiva Arrate votan poner fin a la sección deportiva del club, una entidad con 64 años de historia. Anteriormente se había conocido que debido a estos problemas económicos descendía administrativamente de la Asobal.

El 26 de febrero de 2012, unos meses después de la desaparición del club, fallecía el presidente, Iñaki Bolinaga, que ocupó el cargo durante más de 30 años y ascendió al club a sus mejores momentos.

## Plantilla temporada 2011-2012
- Entrenador: ???
- Jugadores:

| Nº | NOMBRE               | EDAD | TALLA | NACIONALIDAD          | POSICIÓN          |
| 1  | Michael Buenas       | 17   | 1,84  | Bandera de Cuba       | Portero           |
| 3  | Sergio Cid           | 28   | 1,80  | Bandera de España     | Extremo izquierdo |
| 5  | Iker Romero Osoro    | 25   | 1,74  | Bandera de España     | Extremo izquierdo |
| 7  | Igor Petricheev      | 26   | 1,90  | Bandera de Moldavia   | Central           |
| 8  | Mikel Arrieta        | 19   | 1,93  | Bandera de España     | Lateral izquierdo |
| 9  | Asier Larrañaga      | 21   | 1,94  | Bandera de España     | Lateral izquierdo |
| 11 | Bojan Beljanski      | 24   | 1,97  | Bandera de Serbia     | Pivote            |
| 13 | Sergio Berrios       | 29   | 1,93  | Bandera de España     | Extremo derecho   |
| 14 | Jon Alzaga           | 21   | 1,77  | Bandera de España     | Extremo derecho   |
| 15 | Tamás Szabó          | 26   | 1,80  | Bandera de Hungría    | Central           |
| 16 | Igor Moyua           | 22   | 1,85  | Bandera de España     | Portero           |
| 17 | Fran Peña            | 29   | 1,98  | Bandera de España     | Lateral derecho   |
| 19 | István Rédei         | 27   | 1,97  | Bandera de Hungría    | Lateral derecho   |
| 22 | Kostyantyn Kurilenko | 30   | 1,93  | Bandera de Ucrania    | Lateral izquierdo |
| 23 | Bogdan Petričević    | 21   | 1,95  | Bandera de Montenegro | Lateral izquierdo |
| 24 | Ivan Sever           | 22   | 1,95  | Bandera de Croacia    | Pivote            |
| -- | -------------------- | ---- | ----- | --------------------- | ----------------- |

| Altas | Bajas - / Tin Tokić al Cuatro Rayas Valladolid |

## Palmarés

### Palmarés internacional
En la temporada 08/09 el equipo juega la Copa EHF europea eliminando al Kolubara Lazarevac ( Serbia) y al Århus GF ( Dinamarca). Es eliminado en cuartos de final por el, también español, CAI Aragón.

### Palmarés nacional
| Competición            | Títulos  | Subcampeonatos |
| ---------------------- | -------- | -------------- |
| Primera Nacional (1/0) | 1999-00. |                |

En la temporada 99/00 el J.D. Arrate quedó en primer puesto en Primera Nacional y consiguió el ascenso a División de Honor B en la liguilla de ascenso.
En la temporada 07/08 logra colarse en las semifinales de la Copa del Rey tras imponerse al Ademar de León por 34-26.

## Jugadores históricos
- Fernando Fernández Urosa,
- Alexander Bulligan Portero de los años 90. En la época de esplendor del equipo. Actualmente ejerce de entrenador de porteros de la Selección Española.
- Josemi Marcos Salió de la cantera del Arrate y fue fichado por el Club Deportivo Bidasoa.
- Jorge Dueñas Exjugador y exentrenador del equipo armero.
- Dalibor Čutura
- Tin Tokić
- Blaž Vončina
- Bogdan Petričević
- Bojan Beljanski
- Gordan Zigić
- Ivan Sever
- Gojko Vučinić

## Entrenadores
- Viktor Debre
- Francisco Díaz
- Jordi Ribera
- Miguel Diego González